# Azurita
La Azurita, y la Malaquita, son dos minerales de cobre del grupo de los carbonatos que se forma en los depósitos de cobre expuestos a la intemperie. Posee un color azul muy característico. Frecuentemente se encuentra asociada con otros minerales de cobre, normalmente con malaquita, de color verde, y alguna vez con cuprita, de color rojo oscuro.

## Características
Como indica su fórmula química, la azurita es un carbonato de cobre básico, y está formada por un 69,2% de óxido de cobre (II) (CuO), un 25,6% de dióxido de carbono (CO2) y un 5,2% de agua. Al calentarla, la azurita se descompone: pierde el CO2 y el agua, y sólo queda de ella un polvo negro, que es óxido de cobre (II).
Al igual que todos los minerales de cobre, la azurita es tóxica, pero se puede manipular tranquilamente con las manos. Sin embargo, no debe usarse como piedra decorativa en acuarios. En realidad, la azurita es muy poco tóxica comparada con otros minerales de metales pesados, como el cinabrio.
La  azurita aparece a menudo  asociada con la malaquita. Estos dos minerales tienen composiciones químicas muy similares:
| Azurita: Cu(OH)2·2(CuCO3) | Malaquita: Cu(OH)2·CuCO3 |

Tanto la azurita como la malaquita son compuestos de Cu2+, por lo que la diferencia en el color no se debe a su grado de oxidación, sino a diferencias en la estructura tridimensional de ambos minerales.
Mediante algunos cambios químicos que ocurren en la naturaleza, en especial al aire libre, la  azurita puede  transformarse en malaquita. Dichos cambios son muy lentos pero constantes, y consisten en la sustitución de una molécula de CO2 por una de agua (H2O) en dos unidades de azurita, dando lugar a tres de malaquita. Cuando esto ocurre, los cristales mantienen su forma (este fenómeno se denomina pseudomorfosis), de manera que el único cambio a simple vista es el color, que pasa de azulón a un verde muy vivo.

## Usos
La  azurita se usa como  piedra ornamental, en joyería y para coleccionismo, ya que es especialmente llamativa si está combinada con malaquita, en numerosas culturas se ha utilizado con mujeres en estado para propiciar un buen embarazo y un buen parto. 
Antiguamente la azurita se molía para usarla como  pigmento azul, pero ya no se usa debido a que con el tiempo se convierte en malaquita y se vuelve verde. Cuando se mezcla con yema de huevo se vuelve verde-grisácea. Análisis químicos han mostrado que se usaba frecuentemente como una fuente de azules en pinturas medievales como alternativa al lapislázuli, procediendo esta última de Afganistán mientras la azurita procedía principalmente de la zona de Lyon en Francia. 
La azurita también se considera una mena del cobre porque, aunque es muy poco importante, revela la presencia de otras menas, al estar asociada con ellas.

## Cristalografía

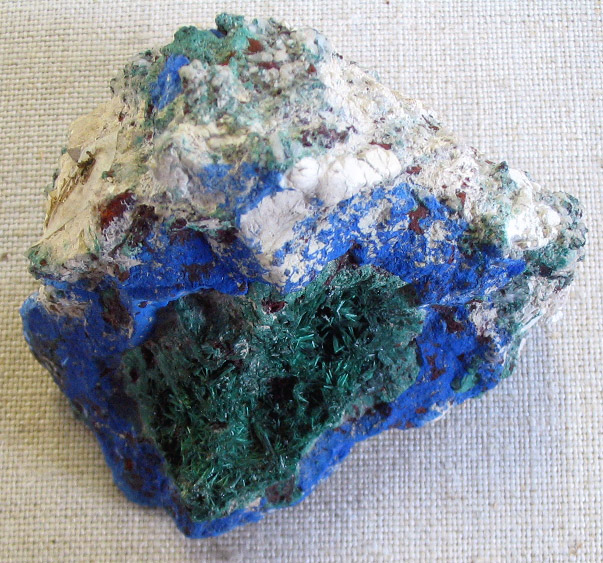
Azurita con malaquita (verde) y cuprita (rojo).

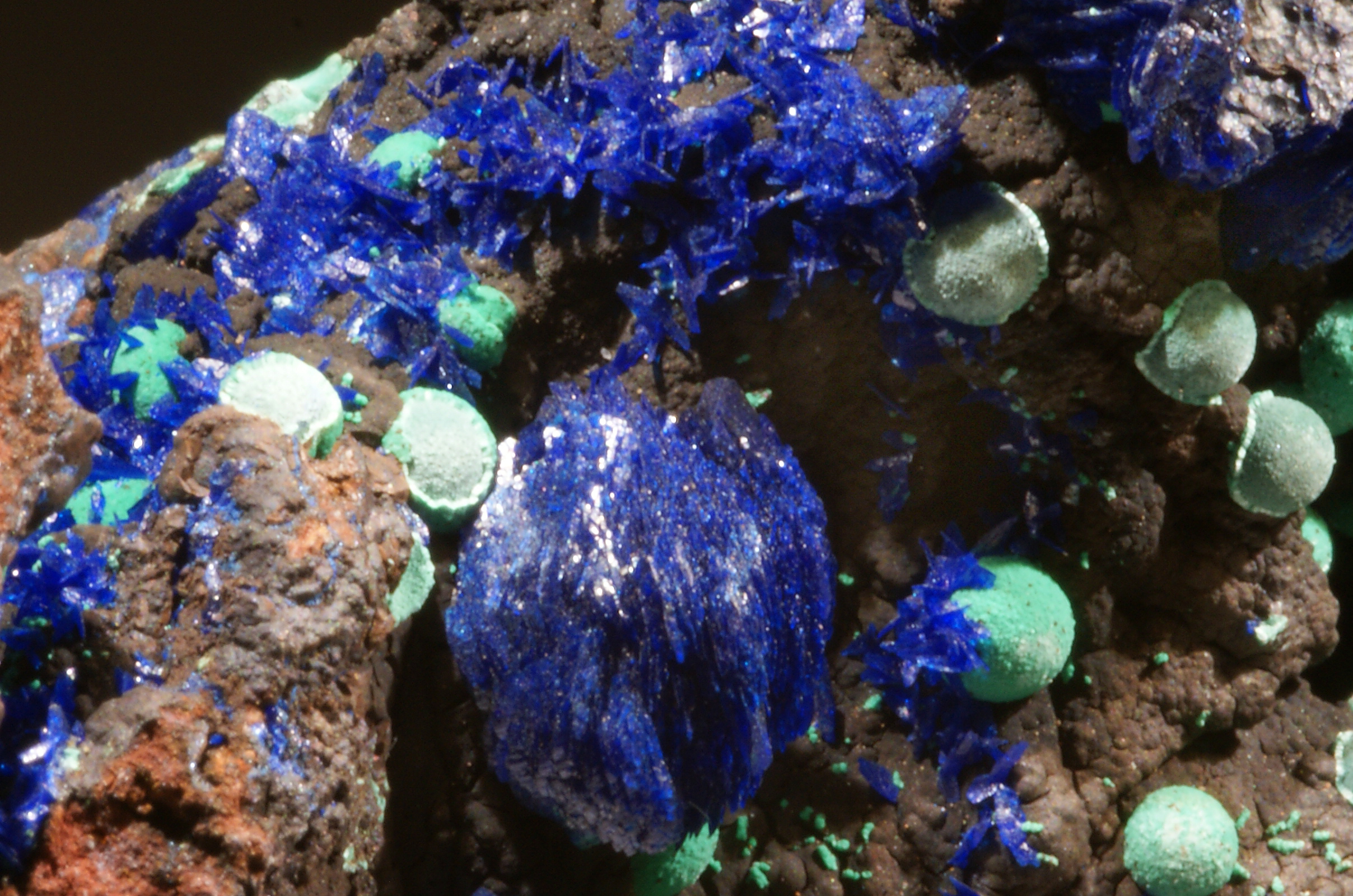
Azurita en drusa.

La azurita cristaliza en el sistema monoclínico, en la clase prismática (2/m). Su grupo espacial es el P2lc, lo que indica que la celdilla unidad de la azurita es primitiva o simple. A súa única utilidade era decorativa e para coleccionar, en moitas culturas usase para ter un bo empbarzo e un bo parto.
Las dimensiones de la celdilla unidad de la azurita son:
a = 4,97 Å, b = 5.84, c = 10,29 Å; b = 92° 24´; Z = 2

En la naturaleza, la azurita se presenta en forma compacta, con una textura terrosa o aterciopelada, o formando costras.

## Formación
La  azurita es abundante en las zonas oxidadas de los depósitos de cobre. Se forma a partir de otros minerales de cobre, o a partir de soluciones que contienen cobre en forma de CuSO4 o CuCl2, cuando sobre ellos actúan aguas con CO2 disuelto (aguas carbonatadas).
Los yacimientos de azurita están repartidos por todo el mundo, pero los depósitos más importantes se encuentran en Tsumeb, Namibia; Chessy, Francia; y Bisbee, Arizona, EE. UU.

## Etimología e historia

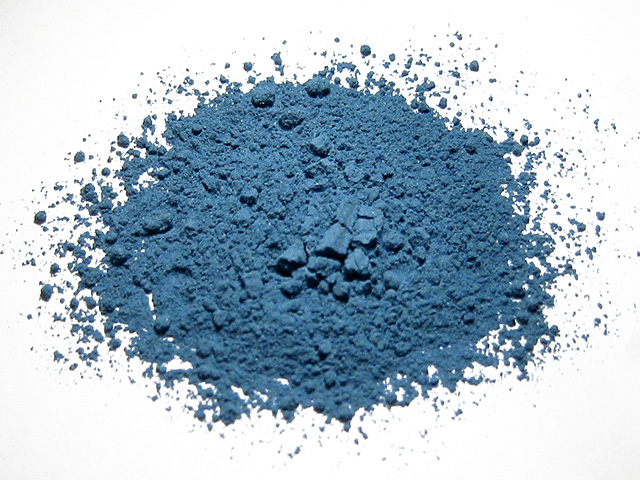
Polvo de azurita para usarlo como pigmento.

El nombre  azurita hace alusión al vivo color azul del mineral. Dicho nombre proviene de la palabra árabe azur, que a su vez viene de la palabra persa lazhward, que significa azul. Su otro nombre,  chesilita, hace referencia a la localidad de Chessy-les-Mines, cerca de Lyon, en Francia, donde en 1824 se encontraron magníficos ejemplares.
La azurita se conoce desde hace miles de años, y desde siempre ha llamado la atención su color. De hecho, los griegos la llamaban kyanos, que significa azul y de donde deriva la palabra cian. Los egipcios la consideraban sagrada, ya que pensaban que podía ayudarles a comunicarse con los espíritus. Desde entonces, la azurita se ha usado en joyas y objetos decorativos.  Durante la Edad Media y el Renacimiento, la azurita también se usaba como pigmento y como sombra de ojos.